# Euphorbia copiapina
Euphorbia copiapina Phil. es una especie fanerógama perteneciente a la familia Euphorbiaceae. Es endémica de Chile.  

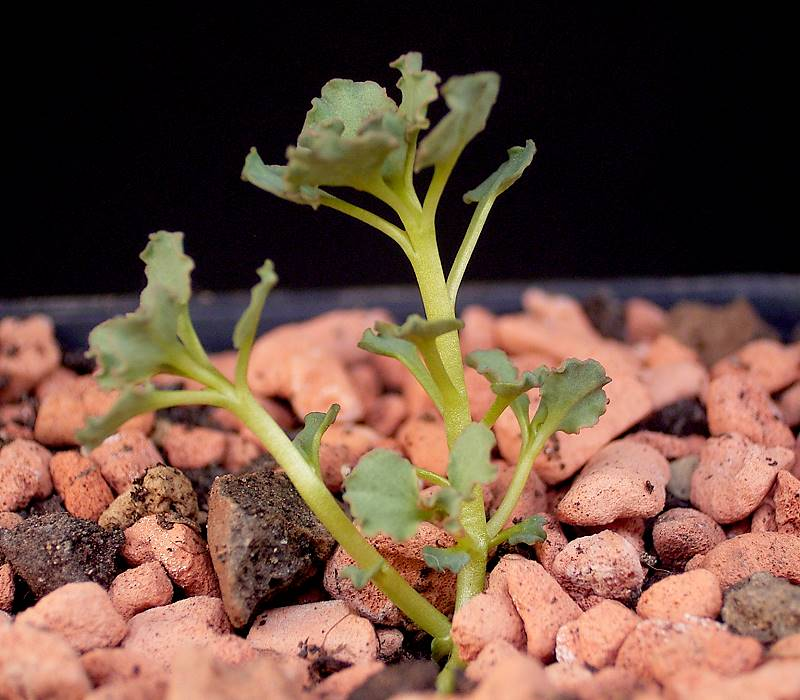
Vista de la planta

## Descripción
Es una pequeña planta herbácea perennifolia con hojas carnosas sin espinos.

## Taxonomía
Euphorbia copiapina fue descrita por Rodolfo Amando Philippi y publicado en Linnaea 29: 42. 1857.
Etimología
Euphorbia: nombre genérico que deriva del médico griego del rey Juba II de Mauritania (52 a 50 a. C. - 23), Euphorbus, en su honor – o en alusión a su gran vientre –  ya que usaba médicamente Euphorbia resinifera. En 1753 Carlos Linneo asignó el nombre a todo el género.
copiapina: epíteto
Sinonimia
- Euphorbia calderensis Phil.
- Euphorbia subumbellata Steud. ex Boiss.[4][5]